# فوهة ليوفيل

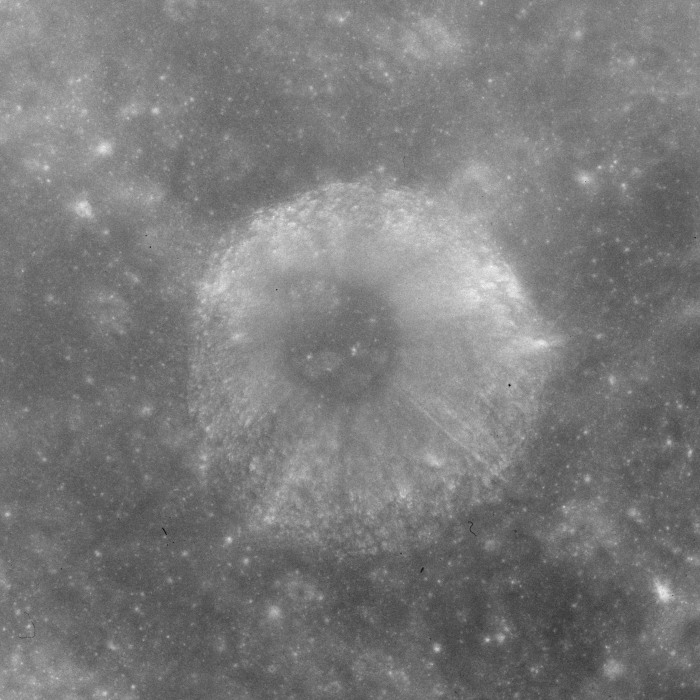
فوهة ليوفيل من بعثة أبولو 15

فوهة ليوفيل (2.6°N 73.5°E) فوهة صدمية صغيره الحجم توجد بالقرب من الحافة الشرقية لسطح القمر. تقع جنوب شرق فوهة دوبياجو كبيرة الحجم نسبيا. كانت تسمى قديما بفوهة ديبياجو إس قبل أن تقوم الاتحاد الفلكي الدولي بإعاده تسميتها.

## الوصف

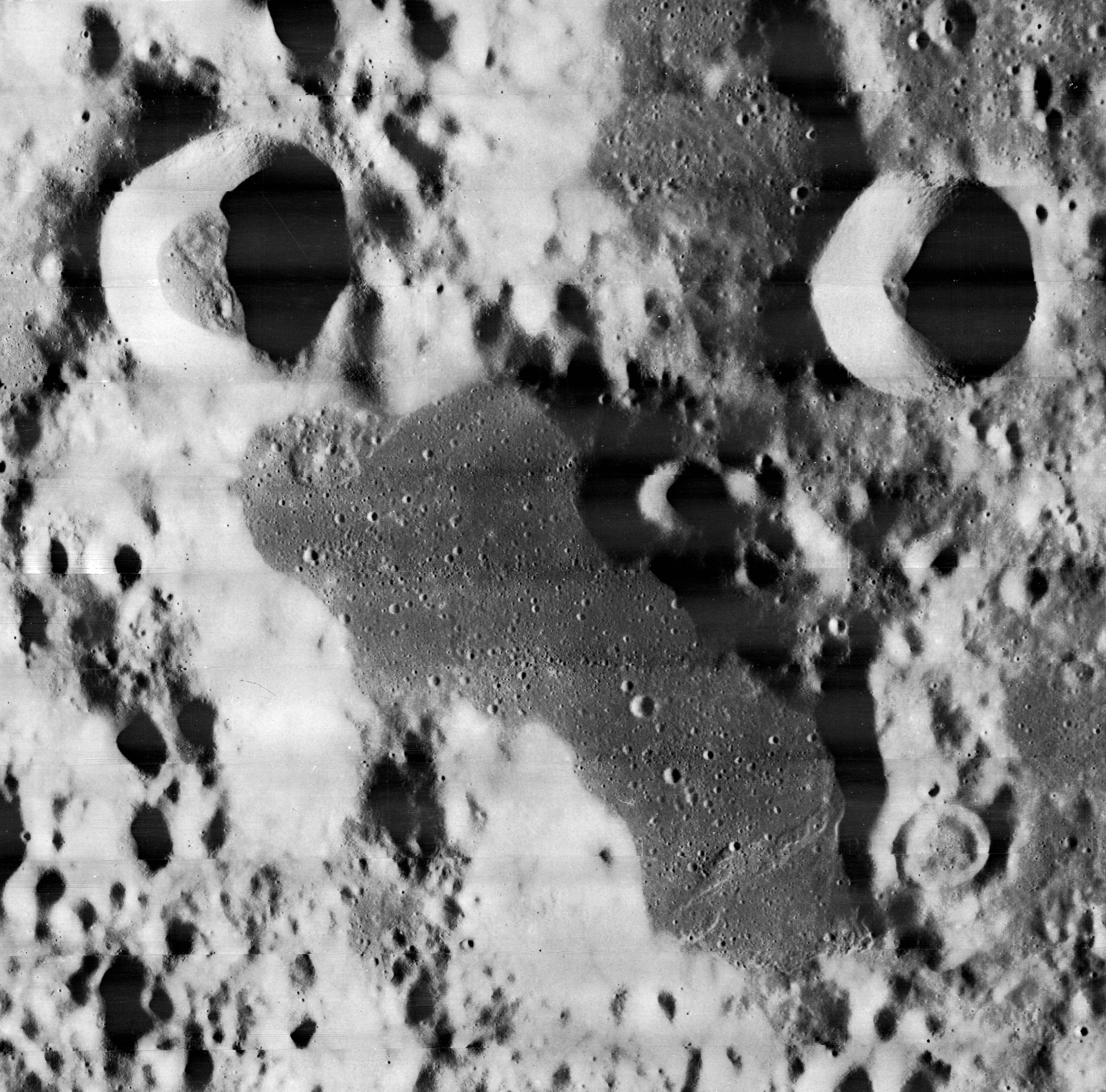
فوهة ريسبجي (أعلى اليسار)، فوهة ليوفيل (أعلى اليمين).

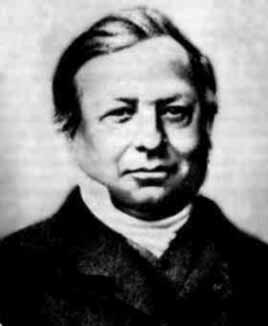
عالم الرياضيات الفرنسي جوزيف ليوفيل

الفوهة دائرية وعلى شكل إناء، حوافها تميل بدرجة كبيرة إلى أن تصل إلى الأرضية صغيره المساحة. الحافة الغربية والشمالية الغربية متصله بانخفاض على سطح الفوهة معطيا لها مظهر مشوهه. بعيدا ناحية الغرب توجد فوهة ريسبيجي مختلفة الحجم. تتراوح المسافة بين مركزي الفوهتي ما بين 35-40 كم.
يبلغ قطر الفوهة ما يقرب من 16 كم، بينما لم يتم تحديد عمقها حتى الآن، وعلى زاوية 287° من شروق الشمس. سميت الفوهة على اسم عالم الرياضيات الفرنسي جوزيف ليوفيل.

## وصلات خارجية
- فوهات القمر
- جوله حول فوهات القمر -ناسا.